# تيلاسكو سيغوفيا
تيلاسكو خوسيه سيغوفيا بيريز (بالإسبانية: Telasco José Segovia Pérez) (من مواليد 2 أبريل 2003) هو لاعب كرة قدم فنزويلي محترف يلعب كلاعب وسط في نادي سامبدوريا.